# Acanthocnemus nigricans
Acanthocnemus nigricans – gatunek chrząszcza z rodziny Acanthocnemidae.

## Taksonomia
Gatunek opisany został w 1845 roku przez Fredericka Williama Hope'a, jako Dasytes nigricans.

## Opis
Ciało małe, od 3,5 do 6 mm długie, ciemnobrązowe, lekko błyszczące, wydłużone, silnie spłaszczone, pokryte silnymi i raczej długimi szczecinkami.

## Biologia i ekologia
Owad pirofilny, związany z pożarami lasów. Jego przedtułów wyposażony jest w specjalne narządy czułe na promieniowanie cieplne. Dzięki tym narządom chrząszcz może lokalizować pożary i poruszać się w ich obrębie unikając otwartego płomienia.

## Rozprzestrzenienie
Ojczyzną gatunku jest najprawdopodobniej Australia, skąd rozprzestrzenił się, prawdopodobnie z transportem drewna, do innych krain. Występuje poza Australią i Tasmanią na Nowej Kaledonii, w Birmie, Tajlandii, Indiach, Gwinei, na Madagaskarze, w Zambii, Algierii, Ameryce Północnej i Południowej oraz Europie. W tej ostatniej notowany jest z Cypru, Francji, Hiszpanii, Korsyki, Portugalii, Rosji, Sardynii, Sycylii i Włoch.